# حسرت مشهدی
سید محمد فرزند میرزا صدرا متخلص به حسرت مشهدی از شعرای سده یازدهم هجری است.

وی از جمله شاعرانی است که در هند زاده شده و سپس به مشهد کوچ نمود. وی از جمله شاعرانی است که در هند زاده شده و سپس به مشهد کوچ نمود. در تذکره المعاصرین درباره او می‌خوانیم: «سید محمد از سادات موسوی مشهد مقدس بود. پدرش میرزا صدرا، به هند مهاجرت کرد و سید محمد در این کشور به دنیا آمد. در کودکی به همراه پدر خود به وطن بازگشت». دیوانی به دست خط این شاعر ناشناخته و مجهول‌القدر باقی مانده و ضروری است دیوان این شاعر، به عنوان شاعری تأثیرگذار در سبک هندی، مورد تصحیح و تنقیح قرار گیرد و به حیله طبع آراسته گردد. حسرت در بیشتر مضامین و موضوعات شعری رایج در سبک هندی، طبع آزمایی کرده‌است.

اشعار غنایی با قالب مسلط غزل، مناقب و مدایح دینی و اخلاقی، مرثیه سرایی (به ویژه رثاهای دینی و مذهبی)، ماده تاریخ و سرودن قطعه‌هایی حاوی تاریخ واقعه، از عمده‌ترین موضوعات شعری سبک هندی است که از هر کدام از این موضوعات، موارد فراوانی در دیوان حسرت یافت می‌شود و نشان از آن دارد که او در سرودن اقسام شعر دست داشته‌است. زبان قصاید و شیوه نظم آن در دیوان حسرت، متمایل به همان شیوه عهد صفوی و ادامه قصیده‌های شاعران سده‌های نهم و دهم هجری است. به عبارتی ویژگی‌هایی چون سادگی و لطافت و روانی زبان، عدم کاربرد ردیفهای مشکل، بلندی و تفصیل طولی قصاید، آزادی شاعر از قیود به همراه تغییر مکرر موضوع در اثنای قصاید با تجدید مطالع، لحن مذهبی که در قصاید عهد صفوی وجود داشت، در قصاید حسرت به ویژه در قصاید دینی و مراثی و مناقب او مشهود است. حسرت مشهدی با وجود تمایل به ایجاد مضامین نو و اندیشه‌های تازه و تازه‌گویی، به تتبع و تقلید از شعر گذشتگان و به ویژه شاعران هم‌عصر و هم روزگار خود می‌پردازد. وی بسیاری از ابیات خود را به تتبع اشعار صائب، کلیم کاشانی، قدسی مشهدی، نعمت خان عالی، و … می‌سراید و در قصاید به اشعار پیشینیان خود خصوصاً انوری و خاقانی نظر داشته‌است.